# 伊洛 (下萨克森州)
伊洛夫是德国下萨克森州的一个市镇。总面积123.12平方公里，总人口12378人，其中男性6159人，女性6219人（2011年12月31日），人口密度101人/平方公里。